# Paramekongiella
Paramekongiella is een geslacht van rechtvleugeligen uit de familie Pyrgomorphidae. De wetenschappelijke naam van dit geslacht is voor het eerst geldig gepubliceerd in 1990 door Huang.

## Soorten
Het geslacht Paramekongiella  is monotypisch en omvat slechts de volgende soort:
- Paramekongiella zhongdianensis (Huang, 1990)